# Gnamptogenys pristina
Gnamptogenys pristina é uma espécie de formiga do gênero Gnamptogenys.